# Галайківська сільська рада
| Галайківська сільська рада — колишній орган місцевого самоврядування у Тетіївському районі Київської області з адміністративним центром у с. Галайки. Історична дата утворення: в 1919 році. Водоймища на території, підпорядкованій даній раді: річка Молочна. Сільській раді були підпорядковані населені пункти: - с. Галайки - с. Софіпіль |

## Склад ради
Рада складалась з 14 депутатів та голови.

### Керівний склад ради
| ПІБ                          | Основні відомості                                                         | Дата обрання | Дата звільнення |
| ---------------------------- | ------------------------------------------------------------------------- | ------------ | --------------- |
| П'ясецький Ігор Анатолійович | Сільський голова, 1969 року народження, освіта, член народної партії      | 26.03.2006   | 31.10.2010      |
| П'ясецький Ігор Анатолійович | Сільський голова, 1969 року народження, освіта вища, член Партії регіонів | 31.10.2010   |                 |

Примітка: таблиця складена за даними джерела